# Umberto Bertini
(Umberto Bertini, Un'ora sola ti vorrei)
(Umberto Bertini, Tutte le mamme)
(Umberto Bertini, Chella llà)
Umberto Bertini (Roma, 10 ottobre 1900 – Roma, 6 giugno 1987) è stato un paroliere e compositore italiano.
È entrato nella storia della musica leggera come autore dei testi di evergreen come Un'ora sola ti vorrei, Chella llà, Tutte le mamme. Occasionalmente è stato anche cantante, incidendo alcuni 78 giri negli anni '30.

## Biografia
Inizia sin da giovanissimo a comporre musiche e testi  di canzoni (spesso in dialetto romanesco), presentate con successo alla Festa di san Giovanni; nel 1935 ottiene un contratto editoriale dalle Edizioni musicali Melodi e si trasferisce a Milano.
Dopo alcuni buoni successi, l'exploit avviene nel 1938 con il testo di Un'ora sola ti vorrei: su musica di Paola Marchetti; questa canzone viene incisa per la prima volta da Nuccia Natali (come lato B di È arrivato l'ambasciatore), ottiene un grande successo nel 1939 nella versione di Fedora Mingarelli e viene poi, nel corso degli anni, reincisa da moltissimi altri artisti (Emilio Pericoli, The Showmen, Ornella Vanoni, Giorgia).
Nel dopoguerra partecipa al primo Festival di Sanremo con  Oro di Napoli, cantata dal Duo Fasano, e al Festival di Sanremo 1953 con Innamorami, cantata da Gino Latilla e Teddy Reno; vince poi questa manifestazione nel 1954 con Tutte le mamme, cantata da Giorgio Consolini e Gino Latilla e anni dopo Franco Battiato citerà due versi di Bertini tratti da questa canzone nel suo brano Bandiera bianca (i figli crescono e le mamme imbiancano).
L'anno successivo scrive una canzone che diventa, in breve, un classico della musica napoletana: Chella llà, su musica di Vincenzo Di Paola e Sandro Taccani: viene lanciata da Marino Marini in tutto il mondo e viene ripresa da moltissimi altri cantanti (tra cui ricordiamo Aurelio Fierro, Roberto Murolo, Teddy Reno, che la inserì nella colonna sonora del film Totò, Peppino e la... malafemmina, Renato Carosone, Luciano Tajoli, Claudio Villa e Renzo Arbore); fatto particolare è che nessuno degli autori è napoletano, e nemmeno il cantante che lancia Chella llà, poiché Bertini è romano, Di Paola pugliese, Taccani milanese e Marini toscano.
Torna al Festival di Sanremo 1957 con Cancello tra le rose, cantata da Claudio Villa e Giorgio Consolini, e con Per una volta ancora, presentata da Carla Boni e Nunzio Gallo, con cui ha l'occasione di collaborare con il maestro Giovanni D'Anzi.
Nello stesso anno scrive, con Mario Panzeri, i testi in italiano delle canzoni di Charlie Chaplin del film Un re a New York
Al Festival di Sanremo 1960 Perdoniamoci, cantata da Achille Togliani e Nilla Pizzi, viene eliminata; tuttavia la canzone viene ripresa con successo da Mina, che la include nello stesso anno in un EP.
Partecipa poi al Festival di Sanremo 1962 con ben tre canzoni: Passa il tempo, cantata da Flo Sandon's e Mario D'Alba, Conta le stelle, interpretata da Silvia Guidi e Jenny Luna, e Il cielo cammina, presentata da Luciano Tajoli e Betty Curtis.
Bertini continua ancora l'attività per qualche anno, per poi ritirarsi a vita privata verso la metà degli anni '60.
Alla Siae sono depositate a suo nome 511 canzoni.

## Le principali canzoni scritte da Umberto Bertini
| Anno | Titolo                 | Autori del testo                 | Autori della musica             | Interpreti                           |
| ---- | ---------------------- | -------------------------------- | ------------------------------- | ------------------------------------ |
| 1937 | Ninna nanna azzurra    | Umberto Bertini                  | Gorni Kramer                    | Carlo Buti                           |
| 1937 | Conosco una fontana    | Umberto Bertini e Mario Panzeri  | Mario Schisa                    | Carlo Buti                           |
| 1937 | Tango di Ramona        | Umberto Bertini                  | Vasin                           | Harvedo Felicioli e Trio Lescano     |
| 1938 | Lacrime al vento       | Umberto Bertini                  | Vasin                           | Trio Lescano                         |
| 1938 | Notte blu              | Umberto Bertini                  | Gino Redi                       | Gino Redi e il Trio Lescano          |
| 1938 | Sogni del mare del sud | Umberto Bertini                  | Harold Kirchstein               | Gino Del Signore e il Trio Lescano   |
| 1938 | Sul mar Pacifico       | Umberto Bertini                  | Mario Ruccione                  | Giacomo Osella                       |
| 1938 | Un'ora sola ti vorrei  | Umberto Bertini                  | Paola Marchetti                 | Nuccia Natali                        |
| 1939 | Ultime foglie          | Umberto Bertini                  | Umberto Bertini                 | Antonio Basurto                      |
| 1949 | T'aspetto a Mergellina | Umberto Bertini                  | Alfredo Gurrieri                | Nilla Pizzi                          |
| 1950 | Fontana silenziosa     | Umberto Bertini                  | Alfredo Gurrieri                | Ariodante Dalla                      |
| 1951 | Oro di Napoli          | Umberto Bertini                  | Angelo Brigada                  | Duo Fasano                           |
| 1953 | Innamorami             | Umberto Bertini                  | Mario Ruccione e Enzo Ceragioli | Gino Latilla e Teddy Reno            |
| 1954 | Tutte le mamme         | Umberto Bertini                  | Eduardo Falcocchio              | Giorgio Consolini e Gino Latilla     |
| 1955 | Chella llà             | Umberto Bertini                  | Enzo Di Paola e Sandro Taccani  | Marino Marini                        |
| 1956 | Suonne sunnate         | Umberto Bertini                  | Fabor                           | Renato Rascel                        |
| 1957 | Cancello tra le rose   | Umberto Bertini                  | Marino De Paolis                | Claudio Villa e Giorgio Consolini    |
| 1957 | Per una volta ancora   | Umberto Bertini                  | Giovanni D'Anzi                 | Carla Boni e Nunzio Gallo            |
| 1957 | Sott'er cielo de Roma  | Umberto Bertini                  | Sandro Taccani                  | Teddy Reno                           |
| 1958 | Spacco tutto           | Umberto Bertini                  | Enzo Di Paola e Sandro Taccani  | Ruggero Oppi                         |
| 1958 | L'autunno non è triste | Umberto Bertini e Nisa           | Carlo Donida                    | Peppino di Capri                     |
| 1959 | La verità              | Umberto Bertini                  | Enzo Di Paola e Sandro Taccani  | Betty Curtis, Mina                   |
| 1960 | Perdoniamoci           | Umberto Bertini                  | Enzo Di Paola                   | Achille Togliani e Nilla Pizzi, Mina |
| 1962 | Passa il tempo         | Umberto Bertini                  | Sandro Taccani                  | Flo Sandon's e Mario D'Alba          |
| 1962 | Conta le stelle        | Umberto Bertini                  | Enzo Di Paola                   | Silvia Guidi e Jenny Luna            |
| 1962 | Il cielo cammina       | Umberto Bertini e Pino Tombolato | Mario Ruccione                  | Luciano Tajoli e Betty Curtis        |